# Rezonville-Vionville
Rezonville-Vionville est une commune nouvelle française située dans le département de la Moselle, en Lorraine, dans la région administrative Grand Est. Elle résulte de la fusion — au 1er janvier 2019 — des communes de Rezonville et Vionville.

## Géographie

### Communes limitrophes
| Bruville (Meurthe-et-Moselle)                                     | Saint-Marcel (Meurthe-et-Moselle) | Gravelotte      |
| Mars-la-Tour (Meurthe-et-Moselle), Tronville (Meurthe-et-Moselle) | Rezonville-Vionville              | Ars-sur-Moselle |
| Chambley-Bussières (Meurthe-et-Moselle)                           | Gorze                             |                 |

### Hydrographie
La commune est située dans le bassin versant du Rhin au sein du bassin Rhin-Meuse. Elle est drainée par le ruisseau de Gorze, le ruisseau de Parfond Val et le ruisseau du Fond de la Cuve.
Le ruisseau de Gorze, d'une longueur totale de 18,4 km, prend sa source dans la commune  et se jette  dans la Moselle à Novéant-sur-Moselle, après avoir traversé cinq communes.

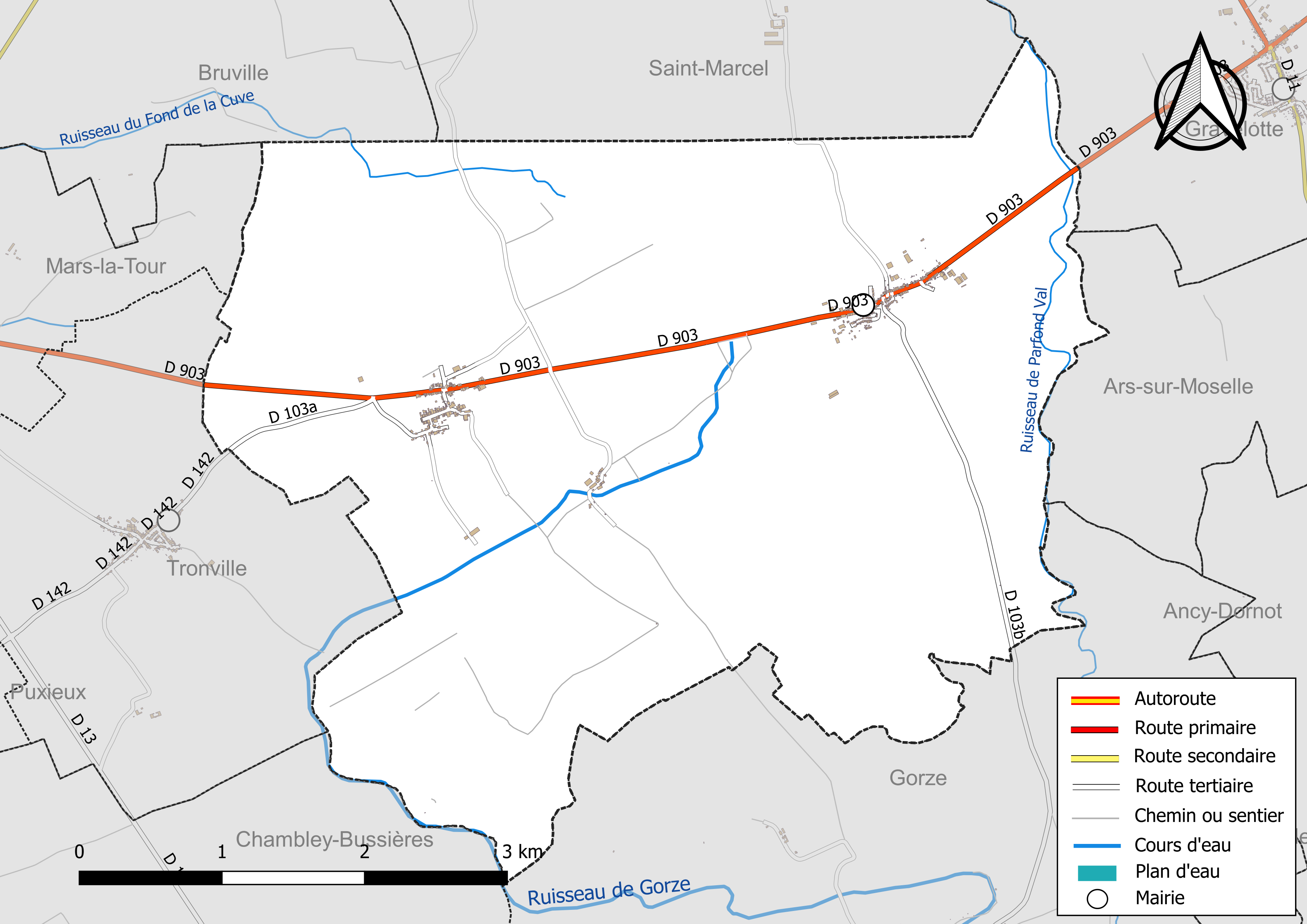
Réseaux hydrographique et routier de Rezonville-Vionville.

La qualité des eaux des principaux cours d’eau de la commune, notamment du ruisseau de Gorze, peut être consultée sur un site spécial géré par les agences de l’eau et l’Agence française pour la biodiversité.

### Climat
Pour des articles plus généraux, voir Climat du Grand Est et Climat de la Moselle.
En 2010, le climat de la commune est de type climat des marges montargnardes, selon une étude du Centre national de la recherche scientifique s'appuyant sur une série de données couvrant la période 1971-2000. En 2020, Météo-France publie une typologie des climats de la France métropolitaine dans laquelle la commune est exposée à un climat semi-continental et est dans la région climatique Lorraine, plateau de Langres, Morvan, caractérisée par un hiver rude (1,5 °C), des vents modérés et des brouillards fréquents en automne et hiver.
Pour la période 1971-2000, la température annuelle moyenne est de 9,5 °C, avec une amplitude thermique annuelle de 16,9 °C. Le cumul annuel moyen de précipitations est de 825 mm, avec 12,5 jours de précipitations en janvier et 9,2 jours en juillet. Pour la période 1991-2020, la température moyenne annuelle observée sur la station météorologique de Météo-France la plus proche, « Doncourt-lès-Conflans », sur la commune de Doncourt-lès-Conflans à 7 km à vol d'oiseau, est de 10,7 °C et le cumul annuel moyen de précipitations est de 710,3 mm. 
La température maximale relevée sur cette station est de 40,9 °C, atteinte le 25 juillet 2019 ; la température minimale est de −16,5 °C, atteinte le 26 décembre 2010,,.
Les paramètres climatiques de la commune ont été estimés pour le milieu du siècle (2041-2070) selon différents scénarios d'émission de gaz à effet de serre à partir des nouvelles projections climatiques de référence DRIAS-2020. Ils sont consultables sur un site spécial publié par Météo-France en novembre 2022.

## Urbanisme

### Typologie
Au 1er janvier 2024, Rezonville-Vionville est catégorisée commune rurale à habitat dispersé, selon la nouvelle grille communale de densité à sept niveaux définie par l'Insee en 2022.
Elle est située hors unité urbaine. Par ailleurs la commune fait partie de l'aire d'attraction de Metz, dont elle est une commune de la couronne,. Cette aire, qui regroupe 245 communes, est catégorisée dans les aires de 200 000 à moins de 700 000 habitants,.

## Toponymie
Ce toponyme se compose des noms de deux anciennes communes qui sont joints par un trait d'union : Rezonville et Vionville.

## Histoire
Résultant de la fusion des communes de Rezonville et Vionville, la commune nouvelle a pour origine un arrêté préfectoral en date du 30 novembre 2018, sa création est effective à partir du 1er janvier 2019, avec Rezonville pour chef-lieu.
Rezonville est la possession de l'abbaye messine de Saint-Arnould dès le VIIe siècle, puis de l'abbaye de Gorze au Xe siècle, époque où il est appelé Resionisvilla, et jusqu'à la Révolution française.
En 1817, Rezonville, village de l'ancienne province des Trois-Évêchés, avait pour annexe le hameau de Flavigny. À cette époque, il y avait 530 habitants répartis dans 80 maisons.
Le 16 août 1870 à Rezonville, les troupes prussiennes débordant par le sud l'armée française (armée du Rhin), l'obligèrent à une bataille dont le résultat fut l'ordre de repli sur Metz, donné par le commandant français, le maréchal François Achille Bazaine. Une seconde bataille, le 18, sur la ligne Gravelotte-Saint-Privat, aboutit à l'enfermement dans Metz de l'armée française.
De 1871 à 1919, Rezonville et Vionville faisaient partie de l'Alsace-Lorraine au sein de l'Empire allemand.
Les lieux fut de nouveau le théâtre de durs combats au cours de la bataille de Metz en septembre 1944.

## Politique et administration

### Communes déléguées
| Nom                | Code Insee | Intercommunalité  | Superficie (km2) | Population (dernière pop. légale) | Densité (hab./km2) |
| ------------------ | ---------- | ----------------- | ---------------- | --------------------------------- | ------------------ |
| Rezonville (siège) | 57578      | CC Mad et Moselle | 13,45            | 323 (2016)                        | 24                 |
| Vionville          | 57722      | CC Mad et Moselle | 9,65             | 184 (2016)                        | 19                 |

### Liste des maires
| Période      | Période  | Identité         | Étiquette | Qualité |
| ------------ | -------- | ---------------- | --------- | ------- |
| janvier 2019 | En cours | Vincent Boniface |           |         |

## Population et société

### Démographie
L'évolution du nombre d'habitants est connue à travers les recensements de la population effectués dans la commune depuis sa création.

En 2022, la commune comptait 506 habitants, en évolution de −0,2 % par rapport à 2016 (Moselle : +0,52 %, France hors Mayotte : +2,11 %).
| 2016 | 2021 | 2022 |
| ---- | ---- | ---- |
| 507  | 495  | 506  |

## Culture locale et patrimoine

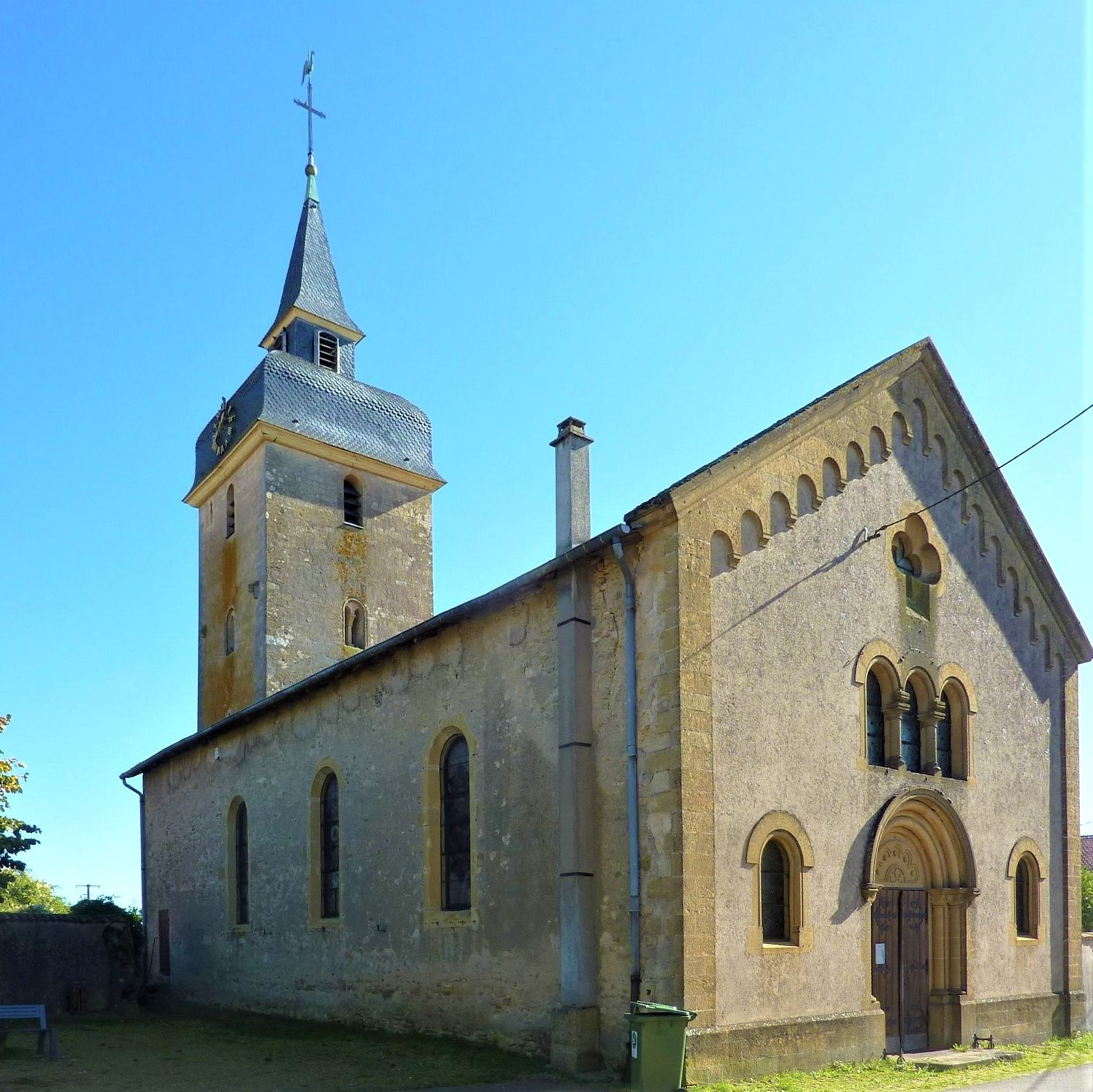
Église Saint-Clément.

### Lieux et monuments
- Église Saint-Clément de Vionville, chœur et clocher classés au titre des monuments historiques en 1898.
- Église Saint-Auteur de Rezonville : remaniée au XIXe siècle ; l'ancien chœur roman du XIIe siècle est devenu la sacristie ; fonts baptismaux (1614), statue de la Vierge de Tantelainville (pèlerinage). Elle possède aussi une vieille bâtisse sur la place Saint-Fernand datant du XIXe siècle.